# 巴里奧斯港
巴里奧斯港（西班牙語發音：[ˈpweɾ.to ˈβa.rjos]）是危地馬拉的城市，也是伊薩瓦爾省的首府，位於該國東部，距離首都危地馬拉市297公里，始建於1895年，面積1,292平方公里，海拔高度3米，2003年人口40,900。该市得名于曾在19世纪后期担任危地马拉总统的政治家胡斯托·魯菲諾·巴里奧斯。